# Celebrity Xploration
El Celebrity Xploration es un catamarán de lujo propiedad de Celebrity Cruises. Además de Celebrity Xperience, anteriormente era propiedad del operador de Galápagos Ocean Adventures. Dos embarcaciones se unieron a los cruceros operativos de Celebrity Xpedition en esta región después de una extensa remodelación.
El Celebrity Xploration comenzó a navegar bajo su nueva bandera en marzo de 2017.

## Descripción
El barco tiene un tonelaje de 319,5 toneladas y una capacidad de 16 invitados.
En agosto de 2017, Nathaly Albán se convirtió en la capitana del Xploration y en la primera mujer capitana de un crucero en las Islas Galápagos.